# 담양 자유 결혼 사건
담양 자유 결혼 사건 또는 임의결혼 사건은 일제강점기 당시 전라남도 담양군에 거주한 양반가 여성 정차숙이 부모의 허락 없이 스스로 결혼한 사건이다. 정차숙은 평소 연모해온 박평길을 남편감으로 스스로 선택, 발표하였다. 남편감을 자기 스스로 고른 것도 화제가 되었고, 부모의 허락 없이 결혼을 한 것도 당시 화제가 되었다.
전라남도 담양에 사는 19세 여성 정차숙이 부모의 허락 없이 ‘임의결혼’을 한 것은 당시로서는 충격적인 사건이었다. 양반집 처녀로 근대 학교 교육도 받지 않았지만 정차숙은 아버지가 자신의 혼처를 구하려고 충청도로 간 사이 이전부터 사귀어 오던 박평길과 혼인하였다. 정차숙은 남편의 손목을 끌고 근처 학교로 가서 자신의 일가를 모아놓고 “이 사람이 우리 남편이니 이 사람 이외에는 어떤 사람과도 결혼하지 않겠다”고 선언한 뒤 남편과 악수하고 경례하는 예식까지 벌였다. 사건이 보도된 뒤 도하 각 신문에는 숱한 지식인들의 찬반 논쟁이 실리며 세간을 더욱 떠들썩하게 했다. 이 사건은 집안간의 결혼, 중매결혼이 아니라 자신의 배우자를 스스로 선택한 점과 부모와 집안의 동의 없이 결혼을 성사시켰다는 점에서 화제가 되었다.

## 개요
1924년 8월 전남 담양군 가사문학면 지곡리에 사는 정차숙(당시 19세)의 '임의결혼'소식이 한반도를 뒤흔들었다. 양반집 처녀로 학교 교육을 받지 못했던 그는 아버지가 자신의 혼처를 구하러 충청도로 간 사이, 평소 사귀어 온 한미한 집안 출신의 박평길이라는 남성과 부모의 승낙을 받지 않고 신식 결혼을 감행했다. 부모의 승낙 없이 자유의지로 신식 결혼을 한 것이다.
아버지 뜻에 따라 혼처가 정해질 기미가 보이자 그녀는 박평길을 찾아가 결혼을 먼저 요구했다. 지위가 낮은 집안 출신이었던 박평길은 머뭇거렸다.
정차숙은 당시 망설이던 박평길의 손목을 끌고 근처 학교로 가서 자신의 일가를 다수 모아놓고 “이 남자와 일평생을 지낼 터이요. 이후부터는 이 사람이 우리 남편이니 이 사람 이외에는 어떤 사람과도 결혼하지 아니하겠다”고 선언한 뒤 악수와 경례를 했다고 한다. 신교육을 받지 않은 외진 시골 처녀가 부모의 뜻을 어기고 자신의 자유의사에 따라 신식 결혼을 했다는 점에서 이 사건은 지역은 물론, 전국적인 이슈로 부상했다. 이 일로 정차숙의 아버지는 양반 집안의 수치라며 죽기를 결심하기까지 했다. 당시 담양군에는 정씨 집성촌이 있었고, 남편인 박평길의 집안은 가난하고 가세가 한미하였다. 집안에서는 결혼을 무효화하려 하였으나 정차숙은 박평길과의 결혼을 고집하였다. 충청도에서 돌아온 아버지는 딸의 결혼을 무효화하려 하였으나 딸 정차숙은 남편인 박평길의 집으로 갔다.

## 배경
1920년대는 이처럼 전통적인 강제결혼과 근대적인 자유결혼의 충돌이 빈번했다. 1919년 3·1 운동 전후 유럽에서 제1차 세계대전이 끝났고 일본에서는 다이쇼(大正) 데모크라시가 펼쳐지면서 서구 사조가 유행했다. 이를 배경으로 개조, 진보, 이상에 대한 낙관적인 견해가 지배했다. 일본의 조선인 유학생들이 1910년대부터 접한 이러한 사조는 1919년 3·1 운동 이후 바다를 건너 조선으로 밀려들었다.
이 물결이 사회 전반을 휩쓸면서 지식인들을 중심으로 이상적 결혼과 자유결혼이란 말이 유행했다. 1920년대 이상적 결혼은 자유결혼으로 표현되는 근대적 사랑의 요소를 중시했다. 당시 청춘 남녀들은 연애 없는 결혼은 죄악이란 믿음을 가졌다. 그리고 이러한 믿음은 유학파 청년들이 외국의 결혼 제도와 자유 연애, 동거혼 등을 소개함으로써 도시지역과 인텔리 청년층 사이에 확산되었다. 그러나 보수적인 유교 성리학자들과 기독교계에서는 성적 타락을 부추긴다며 자유 연애와 자유 결혼을 반대하였다. 그러나 일본과 미국을 유학다녀온 유학파들은 결혼은 개인과 개인이 만나는 것이며, 부부의 행복을 우선시해야 한다며 반발하였다.
자유결혼에서 중요한 것은 근대적 사랑의 요소와 개인 인격의 자율성, 배우자 선택에서 당사자 자신의 결정권이었다. 전통적 인습에 따라 부모가 결정권을 가지던 강제결혼과 전제결혼을 강하게 비판하고 저항했다.

## 경과
이 ‘사건’이 보도되자 서울의 지식인들은 논쟁을 벌였다. 신교육을 받지 않은 외진 시골 처녀가 신식결혼을 한 것은 단숨에 전국적 이슈가 됐다. 서울 지식인들의 논쟁이 신문 지상에서 뜨겁게 불붙었다. 부모의 허락을 받아야 된다는 견해와 18세 이상의 법적 성인이 자기 의사를 표출하는 것이 무엇이 죄악이냐 라는 논란이었다. 또한 결혼은 집안과 집안이 만나는 것이라는 주장과, 결혼은 개인의 삶이라는 주장이 팽팽히 맞섰고, 이 논란을 두고도 조선왕조가 멸망했는데 아직까지도 학벌, 문벌 등을 따지는 폐단과 악습이 남았다는 비판도 나타나기 시작하였다.
'사직동인'이란 기고자는 "관습이란 색안경을 벗고 볼 때 아무런 결함이 없으며 향촌까지 침입한 해방의 정신이 약동하는 신기운에 주목해야 한다"고 주장했다. '인사동인'이란 기고자는 "자녀가 부모의 의견을 무시하고 자유롭게 결혼하는 것은 불온한 일이며 자녀 자신을 위해서도 위험한 일"이라고 반박했다.
사건은 ‘동아일보’에 보도된 뒤 서울의 지식인들 사이에서 즉각적인 논쟁을 유발했다. 그리고 논쟁은 전국적으로 확산되었다. 이 와중에 정씨 문중의 친척들이 마을에서 음식점을 영업해온 박평길의 삼촌 집 교통을 차단하는 등 물리력을 행사해 그가 할 수 없이 다른 곳으로 이주하는 불상사도 일어났다.

## 평가 및 기타
부모가 혼처를 정해주거나 부모의 동의하에 결혼하는 것을 당연하게 여기던 조선사회에 정차숙의 자유 결혼은 충격을 주었다. 1920년대 자유결혼과 강제결혼의 이념적 대립을 극명하게 드러낸 이 사건을 둘러싼 열띤 논쟁과 관련, 이는 전통과 근대, 기성세대와 청년세대 또는 남성과 여성이 극단적으로 대립했던 당시 시대정신이 대변된 결과라는 시각도 있다.
이후 도시지역에서는 만 18세 이상의 청년 남녀 사이에 자기 의지로 배우자감을 선택하고 결혼하는 것이 점차 서서히 확산되기 시작하였다. 그러나 자유 결혼이 농촌과 중소도시 지역까지 한국사회에 보편적으로 확산된 것은 1980년대의 일이었다.

## 같이 보기
- 자유 연애
- 일제강점기
- 자유주의
- 성인
- 담양군
- 이광수
- 나혜석
- 허정숙